# NGC 1324
NGC 1324 é uma galáxia espiral (Sb) localizada na direcção da constelação de Eridanus. Possui uma declinação de -05° 44' 43" e uma ascensão recta de 3 horas, 25 minutos e 01,7 segundos.
A galáxia NGC 1324 foi descoberta em 5 de Outubro de 1785 por William Herschel.